# 白羊座59
白羊座59（59 Ari, 59 Arietis），是一颗位于白羊座的恒星，距离地球约210光年，视星等为5.93。